# Yvoire

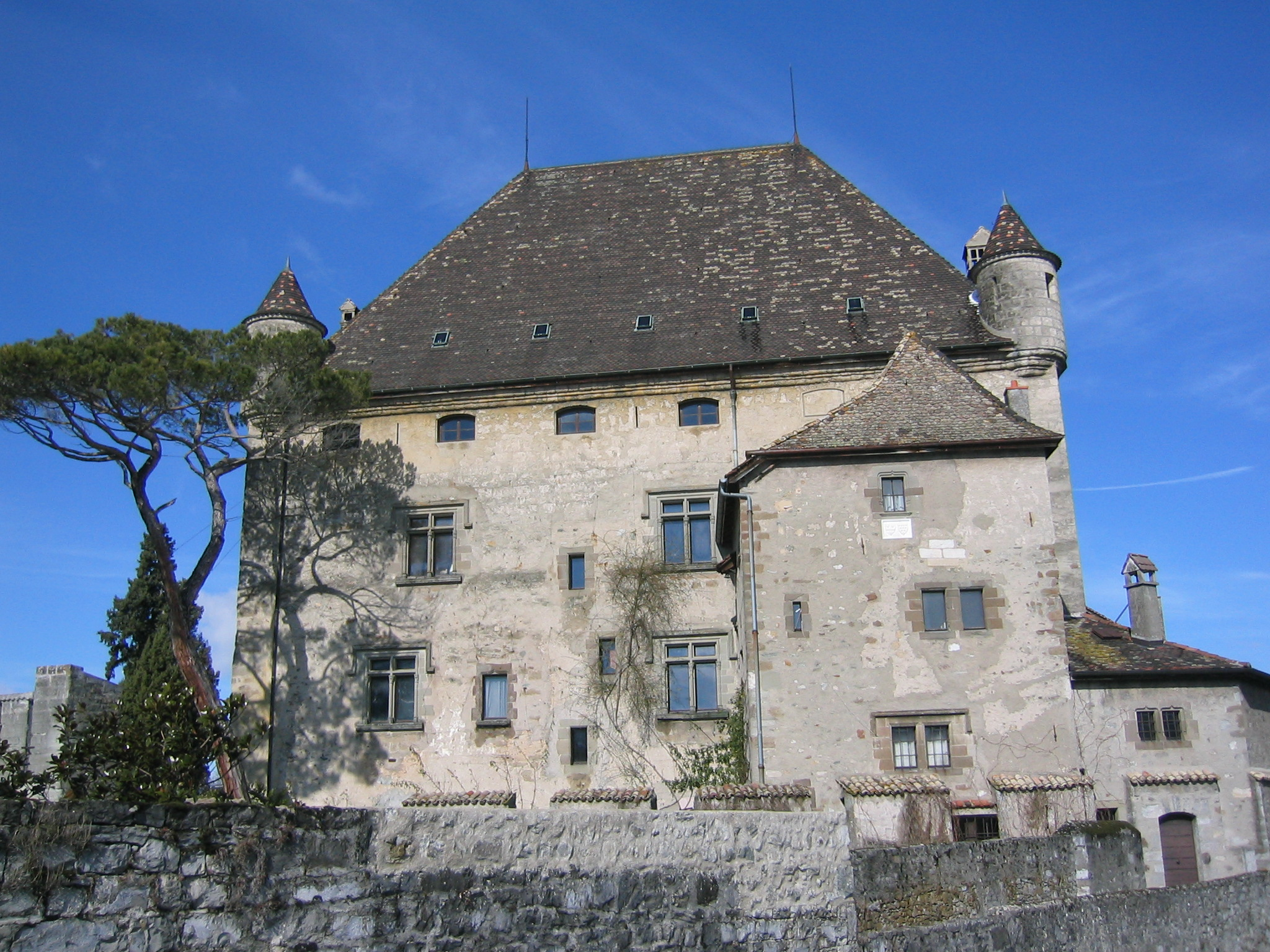
Zamek

Yvoire – miejscowość i gmina we Francji, w regionie Owernia-Rodan-Alpy, w departamencie Górna Sabaudia.
Według danych na rok 1990 gminę zamieszkiwały 432 osoby, a gęstość zaludnienia wynosiła 138 osób/km² (wśród 2880 gmin regionu Rodan-Alpy Yvoire plasuje się na 1205. miejscu pod względem liczby ludności, natomiast pod względem powierzchni na miejscu 1639.).